# Парки и скверы Харькова

По состоянию на 1987 год в городе насчитывался 31 парк, 5 садов, 150 скверов и бульваров. На одного жителя приходилось 18 м² многолетних зелёных насаждений.

## Парки,боры,леса
- Парк Машиностроителей — между Балашовкой и посёлком Артёма.
- Григоровский бор — бор и исторический район Харькова.
- Городской парк — одно из названий будущего Центрального парка культуры и отдыха как до, так и после революции.
- Даниловский лес — часть Лесопарка в районе Даниловского лесничества.
- Парк «Жуки» (частный с 2007 года) на правом, с 2012 и на левом берегу озера Очерет ниже посёлка Жуковского.
- Парк «Зелёный Гай» — район между Московским проспектом и Роганским жилмассивом.

- Зоологический сад, зоосад — название Харьковского зоопарка до середины 1920-х годов.
- Парк «Зустрич» (Встреча), ул. Танкопия, Новые дома (Харьков).

- Парк Квитки-Основьяненко — Москалёвка, на правой набережной Лопани (Старая Основа).
- Коммунальный парк, или парк коммунальников — одно из названий будущего Центрального парка культуры и отдыха (Харьков) в 1920—1930-х годах.
- Комсомольский парк — название парка Памяти до ноября 2007 г. (до дня памяти жертв «голодомора»).
- Комсомольский лесопарк — официальное название Лесопарка с 1928 по 1960-е.
- Основянский парк- в полузаброшенном состоянии.
- Лесопарк — самый большой на территории Украины, площадь 2 385 га (на 1987 год).
- Липовая Роща — роща и исторический район Харькова.
- Лозовеньковский бор — Лозовенька.
- Лысогорский бор — Лысая Гора.
- Парк Маяковского — посёлок ХТЗ.
- Мемориал — часть Лесопарка.
- Мироносицкое кладбище — закрыто в 1803 г., снесено в конце XIX в (?), с конца 1930-х на его месте троллейбусный круг и небольшое депо, с 1946 сквер Победы.
- Мирская роща, ул. Власенко — Новожаново (между старым и новым руслами Лопани).
- Основянский парк — парк железнодорожников «Основа», Основа новая (не путать с парком Квитки-Основьяненко на Основе старой).
- Парк Памяти, ул. Академика Павлова, 129—131.
- Детский парк (сад Строителей), ул. Георгия Тарасенко.
- Парк Победы, Салтовка, посажен в 1985 году.
- Померки — исторический район города.
- Урочище Померки — часть Лесопарка.
- Роганский лесопитомник — Рогань.
- Сабурова дача — больничный парк 15-й больницы между улицами Академика Павлова, Салтовским шоссе и рекой Немышлей.

- Технологический парк = Технологический сад.
- Фельдман экопарк — зоопарк на Окружной дороге, пос. Лесное. Принадлежит А. Фельдману. Основан в 200. году.

- Парк Юность — Залютино.
- Парк 325-летия Харькова (Сосновый бор) — бор на Салтовке, перед м/р Пески (ул. Героев Труда), левый берег реки Харьков.
- Парк 50-летия СССР — старое название парка «Зустрич».
- Парк 40-летия ВЛКСМ — название парка Зелёный Гай до 2000-х годов.

### Гидропарки
- Алексеевский лугопарк (Алексеевское водохранилище) на реке Лопань: левый берег — Алексеевка, правый берег — Сортировка.
- Журавлёвский гидропарк (Журавлёвское водохранилище) на реке Харьков: остров и оба берега; правый берег — Журавлёвка, левый берег — Салтовка. Ул. Шевченко.
- Лозовеньковское водохранилище на реке Лозовеньке между ...ом и Флоринкой: левый берег — Новая Алексеевка, правый берег — ....
- Удянский гидропарк на реке Уды между Песочином и Новой Баварией: левый берег — Григоровка, правый берег — Новая Бавария.
- Основянский лугопарк на Основянском (б. Комсомольском) озере на Основе (на косе и вокруг озера).
- Салтовский гидропарк на Салтовском (Петренковском) озере (б. песчаный карьер) реке Немышле.

### Дендропарки
- Докучаевский дендропарк, Докучаевское.
- Дендропарк НИИЛХА, Большая Даниловка, площадь 10 га.

## Сады
- Сад Альгамбра — дореволюционное название, ныне ?
- Сад Бавария — некогда существовавший сад на территории ограниченной современными улицами Куликовской, Маршала Бажанова, Харьковской набережной и Музыкальным переулком.
- Ботанический сад университета: старый — ул. Клочковская, новый — ул. Отакара Яроша.
- Городской сад — название сада Шевченко в 1920-х — 1938 г. В то же время так же иногда называли центральный парк (в основном до революции).
- Карповский сад между Карповкой и Новосёловкой. Известен Карповским источником воды, в своё время снабжавшим половину Харькова. Рядом с источником был построен Харьковский водопровод, сейчас КП «Вода».
- Карякин сад на Журавлёвке.
- Сад Коммерческого клуба — дореволюционное название Профсоюзного сада.
- Сад коммунальников — одно из названий будущего Центрального парка культуры и отдыха в начале 1920-х.
- Профсоюзный сад — отдельная в 1920-х — 1930, примыкающая к ул. Рымарской часть Городского сада (Шевченко).
- Фентези парк, ул. Георгия Тарасенко (возле ДК «Металлист»).
- Сад Народного дома = сквер ДК ХЭМЗ. Летом 2008 демонтирована узорная чугунная ограда. В августе 2009 огорожен под строительство, доступ к детской площадке прекращён.
- Сад института Радиологии — больничный сад между улицами Пушкинской, Чайковского и старыми довоенными корпусами УФТИ.
- Сад Тиволи — дореволюционное название, ныне сквер за театром музкомедии на ул. Благовещенской. До революции в нём находился известный «злачный» кафешантан «Тиволи».
- Сад 22-й больницы — сад между улицами Героев Сталинграда и Ньютона на территории 22-й областной инфекционной больницы.
- Технологический сад, или техноложка — сад ХПИ (б. Технологическиго института).
- Университетский сад — название сада Шевченко с 1805 года и до революции.
- Городской сад имени Шевченко, ул. Сумская.

## Скверы
- Александровский (название с мая 2009) — сквер бульварной части Индустриального проспекта.
- Сквер «Вечный огонь» (советские названия сквер 50-летия Октября и сквер Павших борцов) на Университетской горке, открыт в 1957, с конца 1990-х место художников. Реставрирован летом 2008.
- Сквер героев-подпольщиков, острый угол улиц Чернышевской, Алчевских и Веснина (Чернышевская, 96).
- Сквер Дворца пионеров Орджоникидзевского района, посёлок ХТЗ.
- Сквер ДК ХЭМЗ, прежде сквер Народного дома, Московский проспект.
- Сквер Добродецкого, Лысая гора.
- Сквер Дружбы (между Украиной и Россией), пр. Московский.
- Сквер Коцюбинского на углу улиц Пушкинской и Чернышевской.
- Круглый сквер в центре площади Свободы.
- Сквер МВД, прежде сад усадьбы Алчевской, ул. Жён Мироносиц, 13.
- Сквер Мещанинова, ул. Полтавский Шлях, 152. Назван в честь врача, спасавшего советских раненых солдат во время немецкой оккупации 1941/42 г.
- Сквер Победы с фонтаном Зеркальная (Стеклянная) струя и Аллеей комсомольцев-героев, между ул. Сумской и Чернышевской. Заложен на месте троллейбусного круга в 1946 г.
- Покровский сквер, до мая 2009 Террасный и имени 8-летия освобождения Харькова, на Соборном спуске. Заложен в 1951 году на месте разрушенных в войну зданий Старого пассажа.
- Стрелка Харькова и Лопани — набережная, Подол.
- Театральный сквер, между ул. Сумской и пл. Поэзии. Заложен на Театральной площади в 1876.
- Тракторозаводский — вокруг ДК ХТЗ, посёлок ХТЗ.
- Ново-Баварский, Новая Бавария.

## Бульвары
- Бульвар Ивана Каркача — назван в честь одного из реальных основателей современного Харькова, «служилого человека» середины XVII века.
- Бульвар Юрьева — назван в честь советского академика Юрьева.

## Яры
- Алексиев яр (Алексеевская балка) — разделяет Павлово Поле и Алексеевку. По нему течёт река Алексеевка (река), левый приток Лопани. Назван по имени Алексия, человека Божия.
- Алёшкин яр — разделяет посёлок Жуковского и бывшее село Олешки. По нему течет Алёшкин ручей, правый приток Очеретянки.
- Дробицкий яр — на границе города слева от Московского проспекта. Место массовых казней в 1941 году.
- Залютин яр — отделяет Залютино от Холодной горы. По нему течёт речка Залютинка, левый приток реки Уды.
- Китлярчин яр на Салтовке. По его дну течёт Китлярчин ручей, левый приток реки Харьков.
- Манжосов яр — отделяет Салтовку от Северной Салтовки. По его дну течёт ручей Родники (Манжосовка), левый приток реки Харьков.
- Савкин яр — отделяет Лысую гору от Холодной. От него произошло слово «сявка».
- Шатилов яр (засыпан, сейчас существует небольшой участок между ул. Веснина и центральным парком) — ограничивал Нагорный район и отделял его от Шатиловки до 1930-х годов. Начинался от ипподрома, пересекал Сумскую, затем вдоль Загородного парка поворачивал через Динамовскую на юго-запад вдоль нынешней улицы Шатилова дача к реке Лопань. Засыпан с конца 1920-х до конца 1940-х годов, в основном до войны; на его месте в 1930-х был разбит парк между улицами Культуры и Шатилова дача, застроенный 25-этажками «Авантаж» прямо на месте оврага. Стадион «Звезда» ХВВКИУРВ также построен в выемке яра. Яр назван по имени Марии Шатиловой, урождённой Досекиной, дочери Василия Досекина, большая дача которой находилась на его склоне.
- Саржин яр — разделяет Нагорный район и Павлово Поле. По нему до 2008 года тёк Саржин ручей и течёт река Саржинка, левый приток Лопани.
- Очеретянская балка — разделяет Нагорный район и Большую Даниловку. По нему течёт река Очеретянка, левый приток реки Харьков.

## Дачи
- Сабурова дача — дача и парк генерал-губернатора Петра Сабурова. Сохранилась, в ней находится 15-я больница.
- Дача Рашке на правом берегу реки Немышля, сейчас Рашкина дача. Сохранилась, в ней находится областной наркологический диспансер.
- Дача Тюрина над Тюриным озером, сейчас Тюринка.
- Дача Шатиловой над Шатиловым яром, сейчас Шатиловка.
- Дача (садоводство) Кабештова по Змиевскому шоссе, сейчас Кабыштово или Кабыштовка.
- Дача Скуридина на острове Мирская роща, сейчас Скуридина дача — загородный земельный участок с мельницей харьковского купца 2 гильдии Скуридина Ивана Алексеевича на правом берегу Лопани, расположенный на острове.